# Stefan Heße
Stefan Heße (Keulen, 7 augustus 1966) is de aartsbisschop van Hamburg.
Heße studeerde filosofie en theologie in Bonn en Regensburg. Op 18 juni 1993 werd hij in de dom van Keulen tot priester gewijd door aartsbisschop Meisner. Hij werd vervolgens kapelaan in Bergheim. In 1997 werd hij repetitor aan het aartsbisschoppelijk theologenconvict in Bonn De huidige Keulse aartsbisschop Woelki was daar toen rector. In 2001 promoveerde Heße aan de Philosophisch-Theologische Hochschule Vallendar met een dissertatie over Hans Urs von Balthasar. Vanaf 2003 leidde hij de pastorale dienst in het vicariaat Keulen. tot 2012 was hij binnen het bisdom verantwoordelijk voor radio- en televisieactiviteiten. In 2005 werd hij door paus Benedictus XVI benoemd tot Kapelaan van Zijne Heiligheid en in 2010 tot Ereprelaat van Zijne Heiligheid. In 2006 werd hij plaatsvervanger van vicaris-generaal Dominik Schwaderlapp. In 2011 werd hij proost van het domkapittel. In 2012 volgde Heße Schwaderlapp op als vicaris-generaal.
Op 28 februari 2014 ging aartsbisschop kardinaal Meisner met emeritaat en gedurende de ontstane sedisvacatie werd Heße aangesteld als diocesaan administrator (tijdelijk bestuurder van het bisdom die zelf geen bisschop is),  Na de aanstelling van Kardinaal Woelki als aartsbisschop van Keulen, benoemde deze hem opnieuw tot vicaris-generaal.
Op 26 januari 2015 benoemde paus Franciscus hem tot aartsbisschop van Hamburg. De benoeming was opmerkelijk omdat tegenwoordig een aartsbisschop meestal al bisschop van een andere plaats is. Heßes bisschopswijding vond plaats op 14 maart 2015.